# Achim Ernst Brembach
Achim Ernst Brembach (geb. 4. Februar 1936 in Almrich; gest. 18. August 2018 in Leipzig) ging unter dem Pseudonym Achim von Almrich sowohl in die Geschichte der Stadt Leipzig als auch in die der Universität Leipzig als „Kerzenmann von Leipzig“ ein und galt als Original.

## Leben
Brembach studierte 1964 für ein Jahr an der damaligen Karl-Marx-Universität Leipzig Erziehungswissenschaften.
Bekannt wurde er durch seine Aktionen, für die er nicht nur Zustimmung erfuhr. Bei öffentlichen Auftritten von Politikern war er stets präsent, um Kerzen oder Rosen zu überreichen. So wurde er zum „Kerzenmann“. Er galt als Mahner für Frieden und Verständigung. Zudem betätigte er sich als Pianist. Diese berufliche Laufbahn einzuschlagen blieb ihm aber verwehrt, da er als schizophren galt. Achim Ernst Brembach war nicht selten auch bei dem Fotografen Armin Kühne vor dem Fotoapparat. Kühnes Fotoarchiv wie auch Brembachs Nachlass befinden sich im Universitätsarchiv Leipzig.
Für Achim Ernst Brembach, der im August 2018 starb, fand am 10. September 2018 eine Gedenkveranstaltung in der Leipziger Nikolaikirche statt.

## Werk
Brembach fertigte für seine Auftritte Plakate, die er in bunten Farben mit Schriftzeichen und einfachen Mustern gestaltete. Seine Arbeiten wurden 2004 im Museum der bildenden Künste in Leipzig zu dessen Wiedereröffnung gezeigt.

## Nachlass
Brembachs künstlerischer und dokumentarischer Nachlass befindet sich im Universitätsarchiv Leipzig. Ebenso sind seine Tagebücher mit Autogrammen von Politikern, Künstlern und anderen Persönlichkeiten dort und stellen eine wohl einzigartige zeitgeschichtliche Quelle dar. Seine Graphiken sind zumeist Schrifttafeln mit einer kurzen Botschaft. Im Archiv befinden sich etwa 300 Bildtafeln und 250 Tagebücher.